# Indmad
 For alternative betydninger, se Indmad (flertydig). (Se også artikler, som begynder med Indmad)
Indmad er de spiselige dele af et dyrs indvolde, f.eks. lever, hjerte og nyre. Begrebet omfatter ikke muskelvæv i forbindelse med knogler.
Hvilke typer indvolde der anvendes, varierer fra område til område. I Danmark anvendes svinelever f.eks. til leverpostej, mens fed ande- og gåselever i Frankrig bl.a. anvendes til delikatessen foie gras. Generelt bruges tarme som pølseskind.
Visse dele bruges i vore dage som dyrefoder, men var tidligere også menneskeføde. Det hele er blevet brugt til noget. Man sagde, at når et svin blev slagtet, var det kun skriget, der gik tabt.
Ofte anvendes ordet indmad i overført betydning om inderdel; det indvendige af noget, fx indmaden (inderdelen) af et apparat.